# Lặng lẽ Sa Pa
Lặng lẽ Sa Pa là một trong những tác phẩm tiêu biểu nhất của nhà văn Nguyễn Thành Long viết về những con người đang thầm lặng ngày đêm cống hiến cho quê hương, đất nước. Tác phẩm được sáng tác năm 1970 trong chuyến đi thực tế ở Lào Cai của tác giả. Đây là một truyện ngắn tiêu biểu ở đề tài viết về hình ảnh con người lao động trong cuộc sống mới hòa bình, xây dựng chủ nghĩa xã hội ở miền Bắc. Tác phẩm này được in trong tập Giữa trong xanh (1972) của Nguyễn Thành Long. Truyện ngắn được Bộ Giáo dục và Đào tạo đưa vào giảng dạy trong chương trình Ngữ văn 9 và chương trình Ngữ văn lớp 8 (Sách Kết Nối Tri Thức).

## Cốt truyện
Trong chuyến xe đi Lào Cai, bác lái xe, nhà họa sĩ lão thành, cô kỹ sư trẻ trò chuyện với nhau về Sa Pa, hội họa, hạnh phúc và tình yêu. Khi chuyến xe dừng lại cho hành khách nghỉ ngơi, bác lái xe giới thiệu với ông họa sĩ và cô kỹ sư về một người “cô độc nhất thế gian”. Đó là anh thanh niên 27 tuổi làm công tác khí tượng kiêm vật lý địa cầu trên đỉnh Yên Sơn cao 2600 mét. Anh thanh niên biếu vợ bác lái xe một củ tam thất và mời ông họa sĩ cùng cô gái trẻ lên nhà chơi. Cả hai ngỡ ngàng thấy vườn hoa thật đẹp. Nơi ở của anh gọn gàng ngăn nắp. Anh mời mọi người vào nhà chơi, uống trà và nói chuyện. Anh sống và làm việc tại đây, nhiệm vụ của anh là đo gió, đo mưa, dự báo thời tiết hàng ngày phục vụ sản xuất và chiến đấu. Tuy công việc của anh gian khổ nhưng anh rất yêu nó và luôn hoàn thành nhiệm vụ. Ngoài ra anh cũng thích đọc sách, trồng cây thuốc, hoa, nuôi gà. Nghe anh kể chuyện ông họa sĩ đã phác họa chân dung anh nhưng anh cho rằng mình không xứng đáng, rồi giới thiệu ông họa sĩ về ông kỹ sư vườn rau và đồng chí cán bộ nghiên cứu bản đồ sét, những người cũng làm việc ở Sa Pa. Sau ba mươi phút nói chuyện, đến lúc chia tay, anh tặng hai người giỏ trứng để đi đường. Cô kỹ sư từ cuộc nói chuyện với anh thanh niên đã yên tâm, quyết định lên vùng cao công tác, còn ông họa sĩ tìm được nguồn cảm hứng nghệ thuật.

## Tóm tắt nhân vật
Anh thanh niên: 27 tuổi, làm công tác khí tượng kiêm vật lý địa cầu trên đỉnh Yên Sơn cao 2600 mét. Anh là một con người có tinh thần trách nhiệm với công việc và luôn hết mình vì công việc. Vì công việc nên anh phải sống một mình ở trên đỉnh núi cao "bốn bề chỉ có cây cỏ". Luôn hoàn thành xuất sắc nhiệm vụ của mình: góp phần phát hiện "đám mây khô" giúp không quân ta hạ máy bay Mỹ. Lạc quan, yêu đời: anh tự tạo cho mình những thú vui nhỏ như trồng hoa, đọc sách, nuôi gà, ...Sống ngăn nắp, gọn gàng. Anh thanh niên là một người cởi mở, chân thành và hiếu khách. Anh còn là một người rất khiêm tốn: Khi ông hoạ sĩ muốn vẽ anh, anh đã đề nghị giới thiệu người khác vì cảm thấy họ xứng đáng hơn.
Người hoạ sĩ: Là một người hoạ sĩ tâm huyết với nghề, người nghệ sĩ chân chính. Cả đời tìm kiếm cái đẹp, khao khát truyền tải "tấm lòng của người hoạ sĩ" vào sáng tác của mình. Khi bắt gặp anh thanh niên, ông biết đó là cơ hội, thử thách của mình.
Cô kĩ sư trẻ: Vừa mới đỗ kĩ sư, đi nhận việc ở Ti nông nghiệp Lai Châu. Băn khoăn về cuộc đời, chưa tìm được hướng đi cho mình. Sau khi gặp anh thanh niên, cô thấy mình "bàng hoàng": hiểu về cuộc sống, thế giới của anh thanh niên, cũng như "con đường cô đang đi tới". Là một người yêu nghề, đã sống với nghề được "ba mươi hai năm", từ "trước cách mạng tháng Tám". Là một con người chân thành, cởi mở, cầu nối của người thanh niên tới mọi người.